# 손비야
손비야(1986년 8월 22일 ~ )는 대한민국의 화가, 시인, 배우, 기업인이다.
조부가 지식산업사의 대표이사 김경희로‘책의 날’에 보관문화훈장을 받았다.

(김 대표이사는 47년간 양서 1000권 이상을 발행해 한국사, 한국학, 한국문학, 한국철학 등 인문학의 발전에 기여했다. 또한 국내 한국학 저자의 학문 활동을 지원하는 등 출판문화 발전에 일조했다)
부친은 갑골문을 연구하는 학자이자 작가로 사마천의 화이관에 관한 주제로 논문을 발표하고 공자, 묵자, 맹자, 순자로 이어지는 사상가들의 천명사상을 주제로 중국 서주시대 이래의 문헌을 연구하고 있다.
모친은 초등학교 수석교사로 재직 중이다.
2010년 러브스위치에서 '김민정'으로 남성들의 사랑을 받는 최다 이상형녀로 얼굴을 알리고   연극 '광수생각'을 하던 중 TV방자전 에 조연으로 캐스팅되어 데뷔하였다.
2013년 제 1회 서울구로국제어린이영화제 홍보집행위원을 맡았다. 
2016년부터 중국어 학원 사업을 시작하였다. 
2017년 김기덕 감독의 '인간, 공간, 시간 그리고 인간'에서 조연을 맡았다.

## 출연작

### 드라마
- 2011년 채널CGV 《TV방자전》[4]
- 2012년 TV조선 《웰컴투 힐링타운》

### 영화
- 2012년 《시체가 돌아왔다》 - 여기자 역
- 2013년 《가자, 장미여관으로》 -  민애 역
- 2014년 《원 컷 - 어느 친절한 살인자의 기록》
- 2015년 《화장》 - 립스틱녀 역
- 2016년 《매너선생님》 -  묘령 역
- 2018년 《인간의 시간》 -  베를린영화제 초청작 - 조연

### 예능
- 2010-2011 《러브 스위치 시즌1》 (tvN)
- 《김구라 문희준의 검색녀》 (OBS)
- 《SNL 코리아》 (tvN)
- 《방송의 적 이적쇼》 (Mnet)
- 《썰전》 (jtbc)

### 공연
- 2010년 뮤지컬 《백설공주》 - 주연 백설공주 역
- 2010년 연극 《막무가내들》 - 주연 옥빈 역
- 2011년 연극 《광수생각》 - 주연 현수역
- 2019년 뮤지컬 《이석영의 바람의 노래》 - 이석영 부인 역

### 앨범
- 2014년 여민정&세하 - 그럴때도 있어

- 2020년 수용성비타민 (김수용,비야,체리) - 어디야